# The Adventures of Baron Munchausen
The Adventures of Baron Munchausen is een Britse avonturenfilm uit 1988 geregisseerd door Terry Gilliam.  In de film spelen onder anderen John Reginald Neville, Sarah Polley, Eric Idle, Jonathan Pryce, Oliver Reed, Uma Thurman en Robin Williams mee.

## Verhaal
Het verhaal begint in een niet nader genoemde Europese stad eind 18de eeuw. De stad is in oorlog met een Turks leger dat zich buiten de stadsmuur bevindt. Desondanks vindt in de stad een theatervoorstelling plaats over het leven van Baron Munchausen. Plots stapt uit het publiek een oude man naar voren die beweert dat het stuk vol fouten zit. Wanneer de acteurs naar zijn motivatie vragen, beweert de man zelf Baron Munchausen te zijn. Daarop vertelt hij over een van zijn avonturen dat zich aan het hof van de sultan afspeelt: een missie op leven en dood, waar hij dankzij zijn assistenten en veel geluk levend van terugkwam. Zijn assistenten blijken daarnaast superkrachten te bezitten:
- Berthold (Eric Idle) was de snelste renner ter wereld.
- Adolphus (Charles McKeown), een carabinier met een bovennatuurlijk gezichtsvermogen.
- Gustavus (Jack Purvis) had een bovennatuurlijk gehoor.  Daarnaast had hij zulke sterke longen dat hij een leger kon doen omvallen door lucht uit te blazen.
- Albrecht (Winston Dennis) was de sterkste man ter wereld.

Niemand gelooft de oude man en hij dreigt gearresteerd te worden omdat hij de ambtenaar Jackson beledigt. Jackson sluit het theater. Wanneer het Turkse leger opnieuw tracht aan te vallen, wordt het theater aan flarden geschoten. Sally Salt (Sarah Polley), de dochter van de theaterdirecteur, ziet tussen de ruïnes hoe de dood op het punt staat de ziel van de baron mee te nemen. Ze gooit een kandelaar naar Magere Hein, waarop hij verbrandt. De baron is misnoegd omdat hij graag wil sterven. Hij treedt naar buiten en tracht de soldaten te overreden het vuren te staken, maar ze weigeren omdat het woensdag is. De baron wil een mortiergranaat afvuren, maar wordt aan het handvat meegesleurd door de lucht. Dan botst hij tegen een kanonskogel en wordt hij weer binnen de stadmuren geschoten.
Als de oude man echt Baron Munchausen is, dan kan hij volgens Sally zeker de stad redden in deze oorlog. Omdat men de stad niet kan verlaten via de gewone wegen, bouwen Sally en de oude man een luchtballon gemaakt van vrouwenondergoed. Samen vertrekken ze en belanden op de maan. Daar vindt de baron zijn oude kameraad Berthold terug, maar maakt ruzie met de "Koning van de Maan" (Robin Williams), die met een Italiaans accent spreekt en grootheidswaanzinnig is. Blijkbaar had de baron ooit in het geheim een relatie met de "Koningin van de Maan" (Valentina Cortese), terwijl haar hoofd eraf geschroefd was. Na veel gestuntel kunnen de baron, Sally en Berthold met een touw van de maan af klauteren, maar ze vallen in de Etna. Daar worden ze vriendelijk ontvangen door de Romeinse god Vulcanus (Oliver Reed), die net onderhandelingen met de vakbond van de cyclopen voert. Niet veel later vinden ze Albrecht. De baron ontmoet de vrouw van Vulcanus, de godin Venus (Uma Thurman). Na een romantische wals tussen beiden verbant Vulcanus het viertal naar de Zuidelijke Zeeën, door hen dwars door de aarde heen te werpen. In de zee worden ze opgeslokt door een zeemonster. In de buik vinden ze Gustavus, Adolphus en Bucephalus (het paard van de baron). Dankzij snuiftabak laten ze het zeemonster niezen en ontsnappen ze via zijn spuitgat.
Eenmaal terug aan land blijkt dat ze te oud zijn geworden om het Turkse leger te verdrijven. De baron tracht zijn assistenten te overtuigen, wat hem niet lukt. Daarom geeft hij zich over aan de sultan, die hem meteen wil executeren. Net wanneer de beul de baron wil onthoofden, schiet Adolphus vanaf het strand de bijl kapot. Het gezelschap vat nieuwe moed en zet de aanval op het Turkse leger in: ze verjagen de Turkse olifanten met een muis en Albrecht trekt enkele scheepswrakken aan hun ankers uit de zee. Hij slingert de schepen in het rond en gooit ze ten slotte op het vluchtende leger. In de stad wordt voor de baron en zijn vrienden een triomftocht gehouden. Jackson verschanst zich achter een standbeeld van Magere Hein en schiet de baron dood. Het standbeeld verandert in de echte Magere Hein, die de ziel van de baron steelt, wat wordt gevolgd door een emotionele begrafenis. Dan wordt duidelijk dat het ganse avontuur een verhaal was dat de baron in het theater vertelde. De oude man is nog springlevend. Daarna blijkt ook dat de stad gered is van het vijandige leger. Om te bewijzen dat de oorlog voorbij is, openen de acteurs de stadspoorten: er zijn enkel ruïnes te zien en van het vijandige leger is geen spoor meer. Daarop vertrekt de baron met zijn paard Bucephalus terwijl het zonlicht hen vanuit de wolken verlicht tot wanneer ze in de verte verdwijnen.

## Rolverdeling
| Acteur                | Personage               |
| --------------------- | ----------------------- |
| John Reginald Neville | Baron Munchausen        |
| Sarah Polley          | Sally Salt              |
| Eric Idle             | Berthold                |
| Jonathan Pryce        | Jackson                 |
| Oliver Reed           | Vulcanus                |
| Uma Thurman           | Venus                   |
| Charles McKeown       | Adolphus                |
| Winston Dennis        | Albrecht                |
| Jack Purvis           | Gustavus                |
| Valentina Cortese     | koningin Violet         |
| Bill Paterson         | Henry Salt              |
| Peter Jeffrey         | sultan                  |
| Alison Steadman       | Daisy                   |
| Ray Cooper            | ambtenaar               |
| Don Henderson         | commandant              |
| Sting                 | officier                |
| Robin Williams        | "De koning van de maan" |

## Achtergrond
Baron Munchausen is een personage uit The Surprising Adventures of Baron Munchausen (vrij vertaald: de verrassende avonturen van baron Munchausen) van Rudolf Erich Raspe.  Dit is een bundel met sterke verhalen uit 1785 gebaseerd op de Duitse avonturier baron Karl Friedrich Hieronymus von Münchhausen.  
De verhalen werden eerder al verfilmd zoals in
- 1911: Les Aventures du baron de Münchhausen
- 1943: Münchhausen
- 1961: The Fabulous Baron Munchausen
- 1979: Tot samyi Münchhausen, een Russische film waarin de Baron eerder een tragisch personage is dat strijdt tegen de hypocrisie van de wereld rondom zich.

## Budget
Het budget van de film werd vooraf geschat op 23,5 miljoen Amerikaanse dollars maar uiteindelijk kostte de prent 46,63 miljoen Amerikaanse dollar..   
Op de bonus-dvd naar aanleiding van de twintigste verjaardag van de film verklaart Schühly dat de film oorspronkelijk zou worden gemaakt door 20th Century Fox, maar uiteindelijk naar Columbia Pictures ging.  Oorspronkelijk had men de film op 35 miljoen dollar geraamd.  Er was een akkoord met CEO David Puttnam, maar zijn opvolger Dawn Steel reduceerde dit bedrag.
In de US werd de film slechts in een aantal cinema's uitgebracht.  Op de dvd verklaart Robin Williams dat dit lag aan de nieuwe CEO van Columbia.  Het nieuwe management zou enkel willen investeren in films die ze vanaf dan uitbrachten, eerder dan films te promoten die nog werden gemaakt onder het vorige management.  Hierdoor bracht de film in de VS aan de kassa slechts 8 miljoen dollar op.

## Trivia
- Eric Idle vond de productie veel te gevaarlijk.[3]
- Sarah Polley was negen jaar toen de film werd gemaakt.  Ze verklaarde later dat ze aan de opnames trauma's heeft opgelopen omdat het een psychologisch gevaarlijke set was.  Objecten in haar nabije omgeving ontploften, uren aan een stuk in koud water, ...  Ondanks dat alles in werkelijkheid misschien veilig was, leek dat voor haar zo niet te zijn.[4]
- Robin Williams wordt in de aftiteling vermeld onder de naam Ray D. Tutto

## Prijzen
De film werd genomineerd voor vier British Academy Film Awards, waarvan hij er drie won:
- Beste kostumering
- Beste grimage
- Beste Productie-Design

De prijs van "Beste speciale effecten" ging naar Back to the Future Part II.
In 1990 werd de film genomineerd voor vier Oscars, maar won geen enkele:
- Beste set: Batman
- Beste kostumering: Henry V
- Beste visuele effecten:The Abyss
- Beste grimage: Driving Miss Daisy

In 1991 werd de film genomineerd voor vier Saturn Awards:
- Beste kostumering: Total Recall
- Beste fantasiefilm: Ghost
- Beste grimage: Dick Tracy
- Beste speciale effecten: Back to the Future Part II

In 1990 won de film wel enkele prijzen in Italië op het Nastro d'Argento-festival:
- Beste Cinematografie
- Beste kostumering
- Beste Productie-ontwerp

Ook in 1990 werd de film genomineerd voor een Hugo Award, maar de prijs ging naar Indiana Jones and the Last Crusade.